# Lance Armstrong
Lance Edward Armstrong (született Lance Edward Gunderson) (Plano, Texas, 1971. szeptember 18. –) amerikai professzionális országútikerékpár-versenyző, a UCI ProTouros RadioShack csapat tagja és alapítója.
1996-ban áttétes hererákot diagnosztizáltak nála, ami áttéteket képzett az agyában és a tüdejében, de végül teljesen felépült és kigyógyult a betegségéből. 1997-ben saját rákellenes szervezetet hozott létre Lance Armstrong Foundation néven. 1999-től 2005-ig hétszer nyerte meg a Tour de France-t. 2005. július 24-én, a 2005-ös Tour de France végén visszavonult a sportágtól, de 2009 januárjában ismét nyeregbe ült, és a 2009-es Tour de France-on harmadik lett. 2012-ben azonban a Nemzetközi Kerékpáros Szövetség doppingolás vádjával megfosztotta mindegyik címétől.
1999-ben az American Broadcasting Company Wide World of Sports című sorozatában Év Atlétája-díjat kapott. 2000-ben Asztúria Hercege-díjat kapott Sport kategóriában. 2002-ben a Sports Illustrated az Év Sportolójának nevezte. 2002 és 2005 között Az Év Férfisportolójának nevezte ki az Associated Press. 2003, 2004, 2005 és 2006-ban A Legjobb Férfisportoló kategóriában ESPY-díjat kapott az ESPN-től, 2003-ban pedig elnyerte a BBC Tengerentúli Év Sportszemélyisége-díjat.
Tiszteletére a 12373 Lancearmstrong kisbolygó viseli a nevét.

## Pályafutása

### Korai évek
Lance Armstrong 1971. szeptember 18-án született Texas állam Plano városában, Dallas északi elővárosában. Triatlonistaként kezdte pályafutását és már 13 éves korától felnőtt versenyeket nyert. Az 1987 és 1988 közötti Tri-Fed/Texas-ban (a Tri-Fed a USA Triatlon elődje volt) Armstrong volt az első triatlonista a 19 év alattiak csoportjában. A második Chann McRae volt, aki a U.S. Postal Service csapat kerékpárosa lett és 2002-es USPRO Nemzetközi Világbajnok. 1987-ben Armstrongnak amatőrként több pontja volt, mint abban az évben az első öt professzionális kerékpárosnak. 16 évesen professzionális triatlonista lett, 18 és 19 évesen pedig nemzetközi rövidtávfutó világbajnok.
1991-ben tért át a kerékpározásra, amikor megnyerte az amerikai amatőr kerékpárbajnokságot. Egyértelművé vált, hogy nagy tehetség a kerékpározásban. Az 1992. évi nyári olimpián a 14. helyen végzett, immáron mint professzionális kerékpáros a Motorola csapat színeiben, Bob Mionske és Timm Peddie csapattársait segítve a versenyen. 1992-ben teljesítette a Tour of Irelandet.
1993-ban Armstrong világelső lett, megnyerve 10 egynapos versenyt és szakaszt. Ebben az évben a legfiatalabb kerékpáros lett, aki megnyerte a UCI Országúti Világbajnokságot Oslóban. Nyáron pedig megnyerte élete első szakaszát (8. szakasz) az 1993-as Tour de France-on. Ezen felül begyűjtötte a Thrift Drug Kerékpározás Tripla Koronáját is: először Pittsburgh-ben, másodszorra a K-Mart Nyugat Virginia klasszikuson, s végül a CoreStates USPRO Nemzetközi Világbajnokságot nyerte meg Philadelphiában. A nyertes 1 millió dollárt nyer, ha mind a három versenyen első lesz, ami előtte még senkinek sem sikerült. Armstrong az utolsó körnél felült a nyeregben, elővett egy fésűt és megfésülte a haját, közben pedig a kameráknak mosolygott.
1994-ben megint megnyerte a Thrift Drug klasszikust, az Amerikai Egyesült Államokban második lett a Tour Du Pont-on, Európában pedig második lett a Clásica San Sebastián és a Liège–Bastogne–Liège versenyeken. 1995-ben újra megnyerte a Clásica San Sebastián-t és a Tour Du Pont-ot és számtalan szakaszt az Egyesült Államokban és Európában is. 1996-ban hasonló sikereket ért el, sok kisebb győzelemmel, az 1996-os olimpián pedig 12. lett országúti kerékpárversenyben.

### Rák
Az 1996-os szezonban Armstrong sokat gyengélkedett. Fáradékonnyá vált, fejgörcsök gyötörték, egyik heréje pedig bedagadt és látászavarai voltak. Egyszer az egyik barátjával beszélt telefonon, amikor valami furcsa ízt érzett a szájában. Kiment a fürdőszobába és vért köpött. Ekkor orvoshoz fordult. 1996. október 2-án a huszonöt éves Armstrongnál harmadik stádiumú hererákot diagnosztizáltak. A rák áttétet okozott a tüdejében, a hasüregében és az agyában: az ultrahangos vizsgálat kimutatta a heréjében zajló rosszindulatú folyamatot, az MRI agyi, a mellkas-röntgen tüdő áttéteket fedett fel, a vérében lévő úgynevezett tumormarkerek (AFP, hCG) extrém magas koncentrációja pedig a rák agresszív mivoltára utalt. Amikor először ment urológushoz Austinban, már vért köhögött fel és egyik heréje fájdalmasan megnagyobbodott. Azonnali operációra és kemoterápiára volt szüksége, hogy életben maradjon. Végül kasztrálással sikeresen eltávolították a beteg herét, de az orvos kevesebb mint 50% esélyt adott Armstrongnak a túlélésre. Armstrong a rák előtt egy 2,5 millió dolláros szerződést írt alá a francia Cofidis céggel, de miután Armstrong bejelentette hogy rákos, a Cofidis felbontotta a szerződést.
A műtét után Armstrong BEP kemoterápiát (bleomicin, etopozid és ciszplatin) kapott, de később tüdejére és versenyezési akaratára való tekintettel egy másik, VIP nevű kezelést (etopozid, ifosfamide és ciszplatin) választott, mivel a BEP-ben tüdőmérgező hatású vegyszer van. Az előkezelését az Indiana Egyetemtől kapta meg, az indianapolisi Medical Centernél, ahol még régebben Dr. Lawrence Einhorn kifejlesztette az úttörőnek számító vegyszert, amivel a hererákot sikeresen lehet kezeltetni. Dr. Craig Nichols volt Armstrong onkológusa. Az Indiana Egyetemen sikeresen eltávolították a két daganatot az agyából, melyeknek sejtjei nekrózisosak voltak. Ezután három hónap alatt négy ciklusú kemoterápiás kezelést kapott, amely 1996. december 13-án ért véget. Orvosa szerint csupán 3% esélye volt a túléléshez.
1997-ben – egy évvel betegsége után – gyógyulttá nyilvánították és megalapította a Lance Armstrong Foundationt, mely a rákban szenvedőknek nyújt támaszt, majd 1998 januárjában komoly edzések árán fel tudta magát erősíteni annyira, hogy Európában versenyezhessen az akkor alakult U.S. Postal csapattal. Testalkata, mentalitása, életszemlélete radikálisan megváltozott a betegség hatására. 7–8 kg-ot fogyott, szikárabb, szálkásabb izomzatú lett. Az egyik kulcsfontosságú edzése 1998 áprilisában történt Boone városa körül Észak-Karolinában az Appalache-hegységnél Bob Roll barátjának segítségével.

### Első visszatérés, Tour de France-sikerek

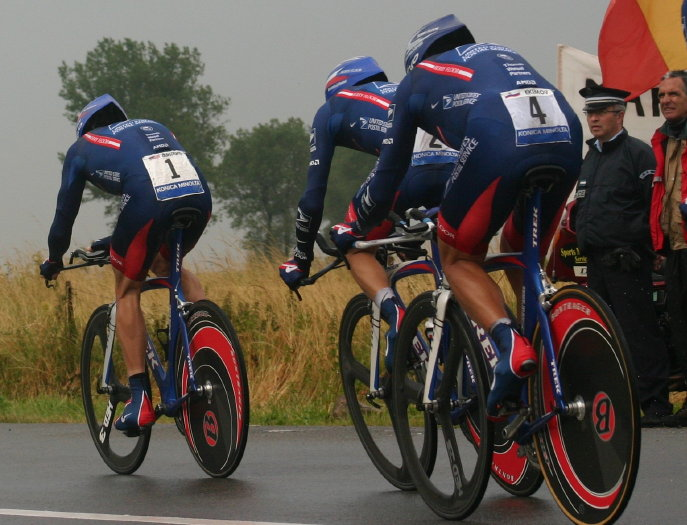
Lance 2004-ben a U.S. Postal csapattal, legelöl 1-es rajtszámmal a hátán.

Még mielőtt kiderült volna, hogy Armstrong rákos, két Tour de France szakaszt nyert. 1993-ban a 8. szakaszt, 1995-ben pedig a 18. szakaszt nyerte meg Fabio Casartelli emlékére, aki a 15. szakasznál meghalt (lejtmenetben kisodródott egy kanyarba, és kórházba szállítás közben életét vesztette). 1996-ban Armstrong betegség miatt a 7. szakasznál kiesett, néhány hónappal diagnózisa előtt.
Armstrong 1998-ban tért vissza a kerékpározáshoz, miután negyedik lett a Vuelta a Españaán, majd 1999-ben megnyerte élete első Tour de France-át, négy szakasszal együtt. Megverte a második helyen álló Alex Züllét 7 perc 37 másodperccel, habár még nem bizonyította be tehetségét olyan nagy nevek mellett, mint Jan Ullrich (megsérült) és Marco Pantani (gyógyszert használt). A szakaszok közül megnyerte a prológot, a 8. szakaszt, a 9. alpesi szakaszt, egy egyéni időfutamot Metzben és egy második egyéni időfutamot a 19. szakasznál.
2000-ben Ullrich és Pantani visszatért, hogy megmérkőzzenek Armstrong-gal. Hat év után, Ullrich és Armstrong között végül eldőlt, hogy ki a győztes, mert Armstrong nyert 6 perc 2 másodperces előnnyel Ullrich-kal szemben. A 2000-es Tour-on Armstrong csak egy szakaszt nyert, mégpedig a második egyéni időfutamot a 19. szakasznál. 2001-ben 6 perc 44 másodperccel verte meg Ullrich-ot, 2002-ben pedig Ullrich felfüggesztés miatt nem vett részt a Tour-on, így Armstrong 7 perccel jobbat ment, mint a második Joseba Beloki.

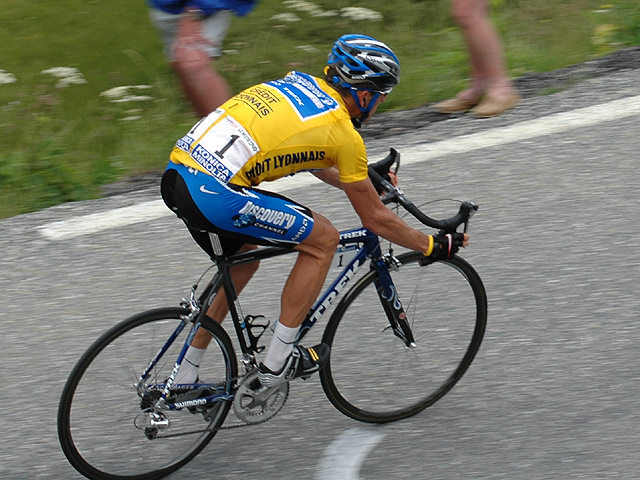
2005-ben volt utoljára Armstrong-on a sárga trikó, ekkor nyerte meg hetedszerre is a Tour de France-t.

2003-ban Armstrong ismét első lett, Ullrich pedig a második. Párizsban az utolsó napon 1 perc 1 másodperc különbség volt az első két helyezett között. Armstrong U.S. Postal csapata nyerte meg a csapatidőfutamot a 4. szakasznál. Miközben Armstrong a 15. szakaszt nyerte meg, az egyik nézőnek beleakadt a táskája Armstrong kormányába, így leesett a biciklijéről. Ullrich már várta őt, ami becsületes versenyzésre vall.
2004-ben Armstrong ugyancsak első lett a Tour-on, mégpedig 6 perc 19 másodperces vezetéssel a német Andreas Klöden előtt. Ullrich negyedik lett, 2 perc 31 másodperccel. Armstrong megnyerte az öt legjobb egyéni szakaszt, továbbá még a csapatidőfutamot is. 1948 óta Gino Bartali után ő lett az első, aki három egymást követő hegyi szakaszt megnyert: a 15-öt, a 16-ot és a 17-et. Az Alpe d’Huez hegységen megrendezett egyéni időfutamos 16. szakaszt Armstrong tipikusan saját stílusában nyerte meg, két perccel jobbat tekerve, mint az olasz Ivan Basso. A 13. és a 15. szakaszon is elnyerte Basso elől az első helyet, a 17. szakasz utolsó 250 méterénél pedig jelentős előnyre tett szert Andreas Klöden előtt. Végül az utolsó, egyéni időfutamos 19. szakaszt is megnyerte, így saját rekordot állított fel szakaszgyőzelmeivel.
2005-ben megverte David Zabriskie-t az első szakasz időfutamánál 2 másodperccel. A Discovery Channel csapata nyerte meg a csapatidőfutamot, majd Armstrong az utolsó egyéni időfutamot. Rekordját felállítva, július 24-én ő haladt át először a célvonalon Champs-Élysées-nél, így hétszer megnyerve a Tour de France-t. Basso lett a második 4 perc 40 másodperces hátránnyal, Ullrich pedig a harmadik.

### Második visszatérés

#### Astana, 2009

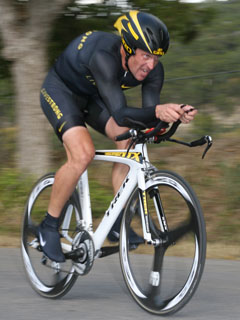
Lance 2008. november 11-én egy nem hivatalos időfutamon Texas állam New Braunfels városában.

2008. szeptember 9-én Armstrong bejelentette, hogy visszatér a professzionális kerékpározáshoz a 2009-es Tour de France-on. A VeloNews azt az információt közölte, hogy Armstrong nem fizetésért vagy bónuszért fog versenyezni és hogy majd online leadják a véreredményét. Armstrong így fogalmazott a visszatérésével kapcsolatban a livestrong.org weboldalon:
Miután beszéltem a gyermekeimmel, a családommal és a közeli barátaimmal, elhatároztam, hogy visszatérek a professzionális kerékpározáshoz, hogy még jobban felhívjam a figyelmet a rák veszélyére.
A bejelentésből arra lehetett következtetni, hogy az Astana csapat színeiben fog majd versenyezni a Tour of Californián, a Párizs–Nizzán, a Tour de Georgián és a Dauphiné-Libéré-n. Az Astana a 2008-as Tour de France-on nem vehetett részt, mivel 2007-ben Alekszandr Vinokurov tesztjei pozitívak lettek.
2008. szeptember 24-én az ausztráliai ABC rádió közölte, hogy Armstrong teljesíteni szeretné a Dél-Ausztráliában megrendezésre kerülő Tour Down Under versenyt 2009 elején. Viszont a UCI szabályai szerint egy kerékpáros csak akkor vehet részt a versenyen, ha előtte hat hónappal egy anti-dopping programon vesz részt. Ennek ellenére a Tour Down Under szervezői megengedték Armstrong-nak, hogy elinduljon. Mike Rann, a dél-ausztráliai miniszterelnök szerint Armstrong részvételével a Tour lehetne a „legnagyobb sportesemény Dél-Ausztrália történelmében”. Októberben Armstrong megerősítette, hogy részt vesz a 2009-es Giro d’Italián. Január 17-én a dél-ausztráliai Adelaide-ben tartott sajtókonferencián Armstrong azt mondta a Tour Down Under-ről, hogy a visszatérését nagyban motiválta a Livestrong üzenete és a rák tudatosítása.
2009 januárjában a 29. helyen végzett a Tour Down Under-en, így ez volt az első hivatalosan is bejegyzett versenye a 2005-ös szezon óta. Február 18-án egy névtelen civil segítségével visszakerült a sacramentói rendőrséghez Armstrong ellopott Trek biciklije. Az időfutam kerékpárt azután lopták el a feltört Astana-kamionból, miután a Tour of California 1. szakasza előtt használta. Később Armstrong a Twitteren írt egy rövid üzenetet az ellopott bicikliről, amelyet több mint 128 ezer ember olvasott el, majd a Facebook is bekapcsolódott a bicikli keresésébe. Így vélekedett a rendőrség:
A bevont technológiák mind segítettek életben tartani és előre vinni a történetet. Nyilvánvaló volt, hogy a közösségben szinte mindenki a kerékpárt keresi. A tolvajoknak ezért nehéz dolguk volt, hiszen nem tudták eladni és a szállítás is nehézkesen ment.

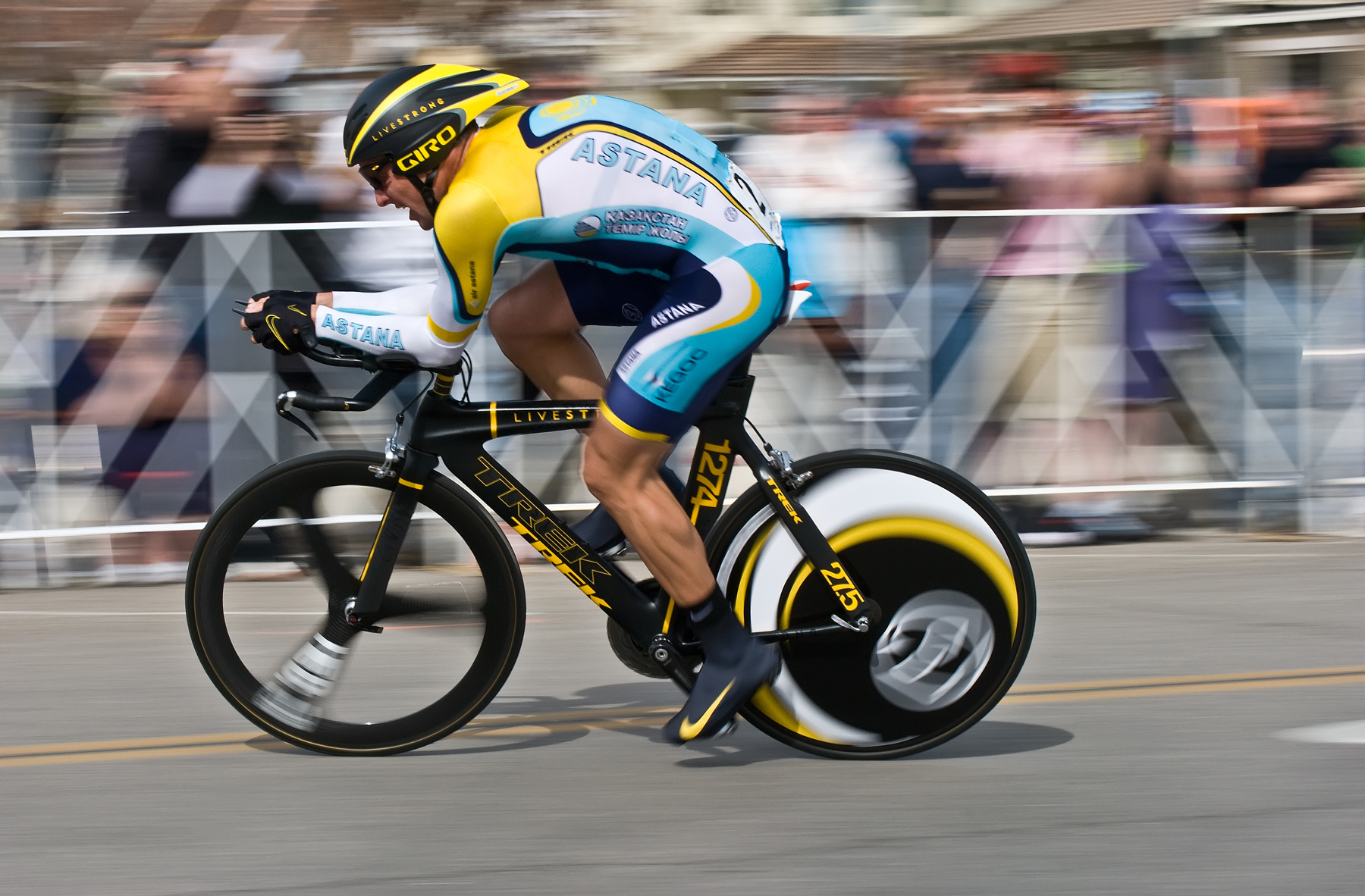
Lance a 2009-es Tour of California-án, ahol hetedik helyen végzett. A képen éppen időfutamot megy.

2009 februárjában Armstrong megerősítette, hogy részt vesz a Tour of Irelandon 2009. augusztus 19-23-ig, aztán a Livestrong Globális Rák Csúcstalálkozón augusztus 24 és 26-a között Dublinban. Az Astana kora márciusban megerősítette, hogy Armstrong Európában folytatja visszatérési szezonját a Milan-Sanremo és a Vuelta a Castilla y León versenyeken indulva. Viszont a Vuelta a Castilla y León versenyt le kellett mondania, mert 20 kilométerrel a körverseny első szakaszának vége előtt belekeveredett egy tömeges bukásba, amikor egy négyes szökevénycsoportot üldözött a mezőnnyel, így eltörte a kulcscsontját. Armstrong korábbi csapattársa, Tom Danielson így fogalmazott:
Magát az esést nem láttam, csak azt tudom, hogy egy emelkedő után történt, amikor Valverde csapata a keresztszélben támadást indított. A keskeny úton többen is megijedhettek, és néhányan talán veszélyes manőverekbe kezdtek, hogy megelőzzék az esést. Ebből lett aztán a baj.

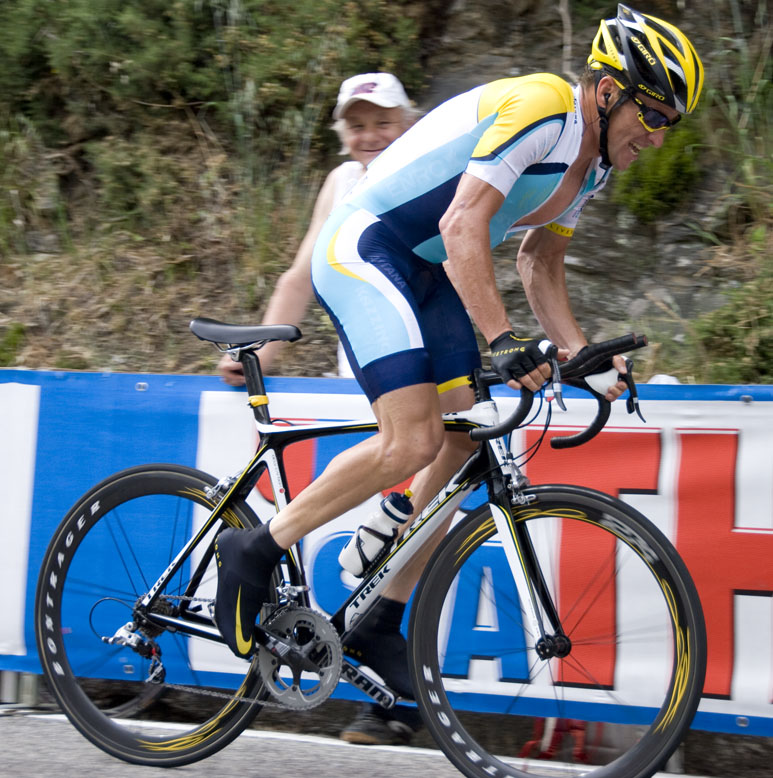
Armstrong a 2009-es Giro d’Italia-n, ahol 12. lett összetettben

Armstrong visszarepült Austin-ba, ahol sikeresen megműtötték, majd az operációját követő négy napon belül már kerékpárra ült és edzett. 2009. április 10-én nyilvánosságra került egy vita az AFLD (Francia Anti-Dopping Ügynökség), Armstrong és az ő csapatmenedzsere, Johan Bruyneel között, amely március 17-én kezdődött el, amikor is az AFLD anti-dopping hivatalnoka meglátogatta Armstrong-ot egy Beaulieu-sur-Mer-ben töltött edzése után. A hivatalnok megérkezésekor Armstrong engedélyt kért, hogy letussoljon, ezalatt Bruyneel leellenőrizte a hivatalnok meghatalmazását. Április végén az AFLD Lance-t tisztának találta, aki végül április 28-án folytatta a versenyzést a Tour of the Gilán Új-Mexikóban.
Július 7-én a 2009-es Tour de France 4. szakaszában Armstrong elveszítette a lehetőséget, hogy megszerezze a sárga trikót, miután csapata, az Astana megnyerte a 39 km-es csapatidőfutamot Montpellier-ben. Armstrong végül harmadik lett 5 perc 24 másodperccel lemaradva a csapattárs-első Alberto Contadortól.
Armstrong összesen 7 Tour de France-ot, 22 egyéni szakaszt (ebből 11 időfutam), csapata pedig 4 csapatidőfutamot nyert 2009-ig bezárólag.

#### RadioShack, 2010
2009. július 21-én Armstrong bejelentette, hogy részt fog venni a 2010-es Tour de France-on is. Két nappal rá bemutatta új csapatát, a Team RadioShacket, melynek a szórakoztató elektronikai cikkeket forgalmazó RadioShack a főtámogatója.

## Doppingvádak
2012 augusztusában hosszú időn át alkalmazott, azóta illegálissá nyilvánított szerek-módszerek használatának vádjával az amerikai doppingellenes ügynökség (USADA) megfosztotta az 1998 augusztusa óta elért összes eredményétől, így megvonta minden Tour de France-os győzelmét is. 2012. október 22-én a Nemzetközi Kerékpáros Szövetség (UCI) megerősítette ezt a döntést, így hivatalossá vált, hogy Armstrong nem tekinthető Tour de France-győztesnek. A 2000-es olimpián elért bronzérmét a NOB 2013. január 17-én elvette. 2013-ban Armstrong Oprah Winfreynek adott interjújában beismerte, hogy a vádak igazak.

## A kerékpározáson túl
Armstrong az első visszavonulása során – miután kigyógyult betegségéből – az általa 1997-ben alapított Lance Armstrong Foundation támogatásán fáradozott, amely a rákos betegeknek nyújt segítséget és támogatást. A 2006-os indianapolisi 500-on egy Chevrolet Corvette Z06 felvezető autót vezetett.
2007-ben Armstrong, Andre Agassi, Muhammad Ali, Warrick Dunn, Jeff Gordon, Mia Hamm, Tony Hawk, Andrea Jaeger, Jackie Joyner-Kersee, Mario Lemieux, Alonzo Mourning és Cal Ripken, Jr. segítségével megalapította az Athletes for Hope (Sportolók a Reményért) jótékonysági szervezetet, amely a professzionális sportolókat támogatja, hogy részt vegyenek jótékonyságban, és több millió nem-sportolót ösztönöz arra, hogy jelentkezzenek és támogassák a közösséget.

### Maratoni futások
2006. november 5-én Armstrong részt vett a New York City Marathon 42 195 m-es távján. A Nike-kal összegyűjtött egy csapatot, melyben Alberto Salazar, Joan Benoit és Hisám el-Gerúzs segítette a három órán belüli eredmény elérésében. Futógépes edzésekkel, úszással, terepbiciklizéssel, kajakozással és erősítő edzésekkel készült fel a versenyre, amely során csípőjét és az ízületeit megviselte a futással járó erősebb igénybevétel. Felkészülését és táplálkozását régi kerékpáros edzője, Chris Carmichael irányította. Az első 16 km-en Salazar, a második 16 km-es szakaszon Benoit, az utolsó 10 km-en pedig el-Gerúzs segítette. Lance végül túlerőltette magát és a 869. helyen végzett, de három órán belül, 2:59:36-os idővel. Véleménye szerint ez a maraton nehezebb volt, mint egy Tour de France:
Húsz évig triatlonoztam és kerekeztem, de életemben nem szenvedtem ennyit. A Tour legdurvább szakaszai sem voltak ilyen kemények. Ha most megkérdik, hogy nekivágok-e még egyszer, a válaszom egyértelműen, hogy nem. De egy hónap múlva lehet, hogy mást mondok.
Abban a fizikai állapotban, amiben voltam, kétségkívül életem legnehezebb sportbeli megterhelése volt. Úgy éreztem, sosem lesz vége.
A verseny közben folyamatosan figyelte egy kamera Armstrong-ot, amely véleménye szerint átsegítette a holtpontokon. A futáson nyert pénzt – 600.000 dollárt – a Livestrong kampánynak ajánlotta fel.
2007-ben újra elindult a maratonon, de immáron a 232. helyen végzett negyed órával jobb idővel, 2:46:43 másodperccel. 2008. április 21-én elindult a Boston Marathonon, ahol 2:50:58-as idővel az első 500-ba került be.
2012 februárjában újra indult egy profi triatlonversenyen.

## Kerékpárok
1997-ben Armstrongot a U.S. Postal Service csapata támogatásával segítette a Trek. Armstrong első Tour de France győzelmét egy Trek 5200-as kerékpáron tette 1999-ben, így ő lett az első olyan amerikai, aki amerikai csapatban amerikai kerékpáron nyert Tour-t. A további hat Tour-t is Trek bicikliken nyerte meg.
1998-ban a Trek megalapította az Advanced Components Group-ot (ACG, magyarul Fejlett Alkatrészek Csoportja), amelybe egy csapat mérnököt és technikust hívtak meg különböző technológiák kifejlesztéséhez. Az ACG leginkább innovatív termékeiről ismert, amelyeket Armstrong mutatott be és használt a Tour de France győzelmei során. Ezen termékek között megtalálható egy TTX időfutam kerékpár (2005) és az eredeti Trek Madone (2003). Az utóbbit a 12 kilométeres Col de la Madone hegyről nevezték el, ez a hegy közel volt Armstrong akkori lakóhelyéhez. Armstrong, hogy állóképességét tesztelje, 1999-ben 30:47-es idővel mászott meg, megdöntve az előző, sok-sok éve fenn álló rekordot (31:30).

## Testi adottságok
Armstrong VO2 Max értéke (a vér oxigénfelvevő képessége) 83.8 milimol/kg/perc, magasabb mint az átlag emberé (nekik általában 40-50 milimol között van), de kevesebb, mint a többi Tour de France versenyzőé: Miguel Indurainnak 88 (habár egyes jelentések szerint 92-94), Greg LeMond-nak pedig 92,5. Átlagpulzusa is jóval alacsonyabb az átlag embernél, nyugalmi állapotban 32-34 bpm között van, maximum pedig 201 bpm. Armstrong legkiemelkedőbb értéke a rendkívül alacsony savküszöbje. A legtöbb versenyző értéke 12 µL/kg, nála ez 6 µL/kg. Emiatt a tejsav sokkal nehezebben képződik a szervezetében, amely nagyon jól jön elsősorban az emelkedőkön. Tekerési stílusa is a többiekétől eltérő: ő volt az, aki mindig nagyon magas pedálfordulattal dolgozott, miközben a többiek a nagy áttételen tekertek.

## Magánélete

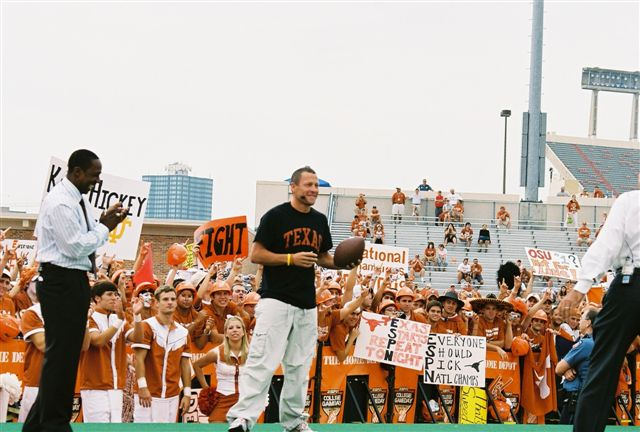
2006. szeptember 9-én Desmond Howard és Armstrong a Texas megyei Austin városában, a Főiskolai Játéknapokon.

Armstrong Lance Edward Gunderson néven született a titkárnő Linda Mooneyham és az útvonalmenedzser Eddie Charles Gunderson fiaként. Nevét a Dallas Cowboys amerikai futballcsapat volt wide receiveréről, Lance Rentzelről kapta. A The Dallas Morning Newsnál dolgozó apja elhagyta a családját, amikor Armstrong kétéves volt, anyja viszont később a nagykereskedelmi eladóként dolgozó Terry Keith Armstronghoz ment férjhez, aki 1974-ben örökbe fogadta Armstrongot. Linda összesen háromszor ment férjhez, és mind a háromszor el is vált. Armstrong nem kíván találkozni édesapjával, mostohaapját pedig csalónak véli.
1997 júniusában Armstrong megismerte Kristin Richardot. 1998. május 1-jén összeházasodtak és három gyermekük született: Luke David (1999 október) és egy ikerpár, Isabelle és Grace (2001 november). A terhesség csakis úgy valósulhatott meg, hogy Lance eltárolt spermáját használták fel, amit még a műtétek és a kemoterápiák előtt adott le a spermabanknak három évvel házasságuk előtt. 2000-ben megjelent a Bicikli életre-halálra című könyve a betegségéről és az első visszatéréséről 2000-ig bezárólag, amit a társszerző Sally Jenkins segítségével írt meg Armstrong. A pár végül 2003 szeptemberében elvált. Armstrong kérésére a gyerekek Párizsba repültek a 2005-ös Tour de France pódiumára, ahol Luke a trófeát tartotta apjának, az ikrek pedig az oroszlánt és a sárga csomagolású virágokat emelték a magasba, természetesen sárga ruhában.
2000 augusztusának végén Armstrong eljött egy napra Magyarországra, hogy egy Nike reklám forgatásán vegyen részt.

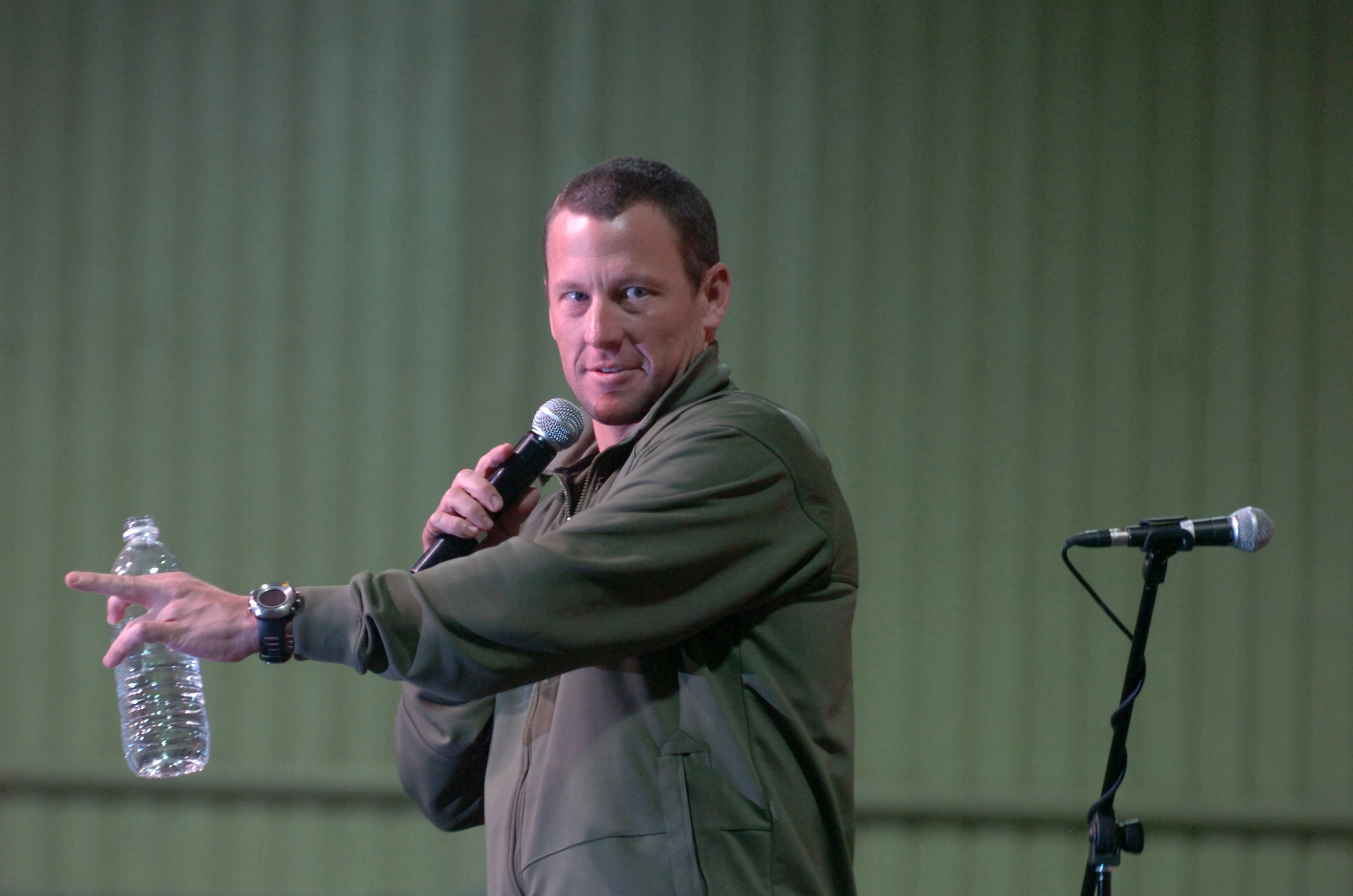
2007 decemberében Armstrong épp beszédet tart.

2003-ban megjelent harmadik könyve, a Minden másodperc számít, majd ez év őszétől az amerikai énekesnővel, Sheryl Crowval kezdett kapcsolatot Armstrong, amit 2004 januárjában megerősítettek. 2005 szeptemberében eljegyezték egymást, azonban 2006 februárjában szakítottak. 2007 októberében a divattervező Tory Burch-csel randevúzott néhány hónapig, majd az amerikai Kate Hudson színésznővel 2008 májusától júliusig, de Hudson később bejelentette, hogy a kapcsolat barátságosan véget ért.
2008 decemberében Armstrong bejelentette állapotos Anna Hansen barátnőjét. A pár 2008 júliusában kezdett el járni, miután találkoztak Armstrong jótékonysági munkája során. Habár azt lehetett hinni, hogy Armstrong nem tud gyermeket nemzeni, mivel súlyos kemoterápiát kapott a hererákja miatt, Hansen-től való gyermeke mégis természetes úton fogant. 2009. június 4-én végül megszületett Maxwell Edward „Max” Armstrong, Colorado megye Aspen városában, amit az apuka a Twitter nevű mikro-blog-on jelentett be. Armstrong hamar népszerűvé Twitter felhasználóvá vált, több mint 1.600.000-es olvasótáborával.
Armstrongnak van egy háza Texas megye Austin városában, és egy farmja Texas Hill Country-ban. Armstrong nagy rajongója a Texasi Egyetem Longhorns főiskolai labdarúgás-programnak, gyakran lehet látni az oldalvonalnál szurkolni.
2009. október 22-én mutatták be azt a dokumentumfilmet amerikában, melyet Armstrong-ról készítettek az augusztusi Leadville Trail 100 nevű hegyikerékpár-versenyen, Race Across the Sky címmel.

## Politika

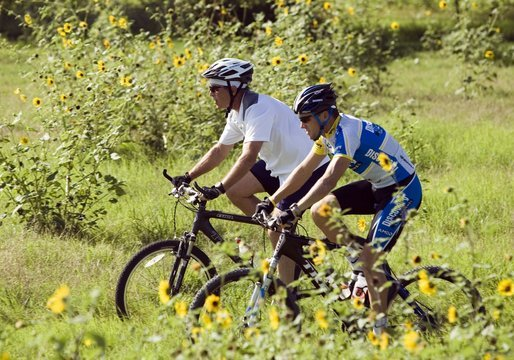
George W. Bush és Armstrong együtt hegyikerékpároznak a Prairie Chapel Ranch mezőn.

George Hincapie a The New York Times-nak arra célzott, hogy kerékpározás után Armstrong Texas kormányzójáért fog futni. A 2005 júliusában megjelent Outside magazinban Armstrong arra célzott, hogy futni fog Texas kormányzójáért, de nem 2006-ban. Armstrong és a volt republikánus elnök, George W. Bush barátoknak nevezték egymást. Bush 2005-ben felhívta Armstrong-ot Franciaországban, hogy gratuláljon neki a 2005-ös Tour de France győzelméért, majd augusztusban a The Times napilap arról számolt be, hogy a korábbi elnök elhívta Armstrongot Prairie Chapel Ranch-re hegyikerékpározni. 2003-ban a The Observer-nek ezt mondta Armstrong egy interjúban:
Személyes barátom, de minden jogunk megvan ahhoz, hogy ne értsünk egyet egymás barátaival
2005 augusztusában Armstrong arra célzott, hogy megváltozott politikai nézete. 2005. augusztus 1-jén a Public Broadcasting Service munkatársának, Charlie Rose-nak adott interjúban azt mondta, hogy a kormányzóért való futás a kerékpározástól való visszavonulást követeli meg tőle. Pár nappal később, augusztus 16-án azt mondta egy helyi austini CBS tagnak, hogy már nincs tekintettel a politikára:
A legnagyobb gond a politikával vagy a kormányzóért való futással az pont az, amit tettem: rengeteg feszültség és rengeteg idő, távol a gyermekeimtől. Miért távolodjak el a professzionális kerékpározástól, egyenesen a politikába, ha ugyanúgy stresszel és rengeteg időt elvesz a kerékpározás is?
2006-ban Armstrong tisztázni kezdte, hogy szándékában áll belebonyolódni a politikába, de csak politikai aktivistaként a rák ellen. A Sports Illustrated májusi számában megjelent interjúban Armstrong a következőt mondta:
Nekem egy hivatalért kell futnom, a Világ Rákharcosainak Szövetségének elnökségéért.
Továbbá azt is mondta, hogy attól fél, hogy ha a politikában az egyik oldalt kellene választania, akkor a törvényhozókkal meg kellene feleznie a befolyásolását. Az alapítványa a rákos betegek helyett lobbizik az Amerikai Egyesült Államok Kongresszusa előtt.

## Eredményei

### Amatőr évek
| Év – Csapat                                       | Verseny                                        | Eredmény                          |
| ------------------------------------------------- | ---------------------------------------------- | --------------------------------- |
| 1983                                              | IronKids Triatlon (Dallas)                     |                                   |
| 1985                                              | IronKids Nemzetközi Triatlon Bajnokság         | 2. összetettben                   |
|                                                   | IronKids Triatlon (Houston)                    |                                   |
|                                                   | IronKids Triatlon (Dallas)                     |                                   |
| 1986                                              | Norman Triatlon (Norman)                       |                                   |
| 1987                                              | Texas Állam Triatlon Bajnokság                 |                                   |
|                                                   | Hillcrest Tulsa Triatlon                       |                                   |
| 1988                                              | Athens YMCA Triatlon                           |                                   |
|                                                   | River Triatlon                                 |                                   |
|                                                   | Hillcrest Tulsa Triatlon                       |                                   |
| 1989                                              | USA Nemzetközi Sprint Triatlon Bajnokság       |                                   |
|                                                   | Waco Triathlon (Waco (Texas))                  |                                   |
| 1990 – Subaru-Montgomery                          | USA Nemzetközi Sprint Triatlon Bajnokság       |                                   |
|                                                   | Stonebridge Ranch Triatlon (McKinney)          |                                   |
| 1991 – Subaru-Montgomery / U.S. Nemzetközi Csapat | USA Nemzetközi Amatőr Országúti Verseny Bajnok |                                   |
|                                                   | Settimana Ciclistica Lombarda                  | 1. összetettben, fiatal kategória |
|                                                   | Gastown Grand Prix (Vancouver)                 |                                   |
|                                                   | Triatlon Bajnokok Kihívása                     |                                   |

### Professzionális évek
| Év – Csapat     | Verseny                                         | Eredmény                           |
| --------------- | ----------------------------------------------- | ---------------------------------- |
| 1992 – Motorola | Settimana Ciclistica Lombarda                   | 6. szakasz győztese                |
|                 | Vuelta a Galicia                                | 4. szakasz győztese                |
|                 | Trittico Premondiale                            | 2. szakasz győztese                |
|                 | First Union Grand Prix, Atlanta                 | 1. összetettben                    |
|                 | Fitchburg Longsjo Classic                       | 1. összetettben                    |
|                 | Züri-Metzgete                                   | 2. összetettben                    |
| 1993 – Motorola | UCI Országúti Világbajnokság                    | Világbajnok                        |
|                 | CoreStates USPRO Nemzetközi Országúti Bajnokság | USA Nemzeti Bajnok                 |
|                 | Tour de France                                  | 8. szakasz győztese                |
|                 | Tour of America                                 | 1. összetettben                    |
|                 | Trofeo Laigueglia                               | 1. összetettben                    |
|                 | Tour DuPont                                     | 2. összetettben, 1 szakaszgyőzelem |
|                 | Tour of Sweden                                  | 3. összetettben, 1 szakaszgyőzelem |
|                 | Thrift Drug Classic                             | 1. összetettben                    |
|                 | Kmart West Virginia Classic                     | 1. összetettben, 2 szakaszgyőzelem |
| 1994 – Motorola | Thrift Drug Classic                             | 1. összetettben                    |
|                 | Tour DuPont                                     | 1 szakaszgyőzelem                  |
|                 | Liège–Bastogne–Liège                            | 2. összetettben                    |
|                 | Clásica de San Sebastián                        | 2. összetettben                    |
| 1995 – Motorola | Tour de France                                  | 18. szakasz győztese               |
|                 | Clásica de San Sebastián                        | 1 összetettben                     |
|                 | Paris-Nice                                      | 5. szakasz győztese                |
|                 | Tour DuPont                                     | 1. összetettben, 3 szakaszgyőzelem |
|                 | Kmart West Virginia Classic                     | 1. összetettben, 2 szakaszgyőzelem |
|                 | Tour of America                                 | 1. összetettben                    |
| 1996 – Motorola | Tour DuPont                                     | 1. összetettben, 4 szakaszgyőzelem |
|                 | La Flèche Wallonne                              | 1. összetettben                    |
|                 | Liège–Bastogne–Liège                            | 2. összetettben                    |
|                 | Paris-Nice                                      | 2. összetettben                    |

## Könyvei magyarul
- Lance Armstrong–Sally Jenkins: Bicikli életre-halálra; ford. Földváry Kinga; Bastei Budapest, Bp., 2001
- Lance Armstrong–Sally Jenkins: Minden másodperc számít. A többszörös Tour de France-győztes önéletrajzi vallomása sportról, családról, életről és halálról; ford. Horváth Beatrix; Alexandra, Pécs, 2004
- Lance Armstrong–Chris Carmichael–Peter Joffre Nye: A Lance Armstrong edzésprogram. A világ legnagyobb kerékpáros győzelme mögött álló edzés-, erősítő- és táplálkozási program; Alexandra, Pécs, 2004